# Kanton Vaires-sur-Marne
Kanton Vaires-sur-Marne (fr. Canton de Vaires-sur-Marne) byl francouzský kanton v departementu Seine-et-Marne v regionu Île-de-France. Tvořily ho tři obce. Zrušen byl po reformě kantonů 2014.

## Obce kantonu
- Brou-sur-Chantereine
- Chelles (část)
- Vaires-sur-Marne